# Park Sung-baek
Park Sung-baek (* 27. Februar 1985 in Seoul) ist ein ehemaliger südkoreanischer Radrennfahrer.

## Sportliche Laufbahn
Park begann seine Karriere 2004. In seinem ersten Jahr gewann er zwei Etappen bei der Tour de Hokkaidō und die Gesamtwertung des Ho Chi Minh City Television Cup, wie auch im Jahr darauf. Außerdem gewann er jeweils ein Teilstück bei der Tour of Siam und bei der Tour de Korea. 2006 gewann Park Sung-baek zwei Etappen bei der Tour of Thailand. Bei den Asienspielen im selben Jahr sicherte er sich die Bronzemedaille im Straßenrennen und er wurde Vierter im Mannschaftszeitfahren. Eine Saison später gewann der Südkoreaner zwei Etappen bei der Tour of East Java und eine bei der Cepa Tour. 2007 und 2008 wurde er nationaler Straßenmeister. 2012 gewann er die Tour de Korea.
Auf der Bahn errang Park sechs Goldmedaillen auf kontinentaler Ebene. 2005 wurde er Asienmeister im Ausscheidungsfahren, 2011, 2012 und 2013 in der Mannschaftsverfolgung . Bei den Asienspielen 2006 gewann er mit Jang Sun-jae das Zweier-Mannschaftsfahren und mit Hwang In-hyeok, Jang Sun-jae und Kim Dong-hun die Mannschaftsverfolgung.
2008 sowie 2012 startete Park im Straßenrennen der Olympischen Spiele. 2008 in Peking belegte er Platz 87, in London vier Jahre später konnte er das Rennen nicht beenden.

## Erfolge

### Straße
2004
- zwei Etappen Tour de Hokkaidō

2005
- eine Etappe Tour of Siam
- eine Etappe Tour de Korea

2006
- Asienspiele – Straßenrennen
- zwei Etappen Tour of Thailand

2007
- zwei Etappen Tour of East Java
- Südkoreanischer Meister – Straßenrennen
- eine Etappe Cepa Tour
- Gesamtwertung und fünf Etappen Tour of Korea

2008
- Südkoreanischer Meister – Straßenrennen

2010
- eine Etappe Tour de Singkarak
- zwei Etappen Tour de Hokkaidō

2011
- eine Etappe Tour de Taiwan
- Universiade – Teamzeitfahren

2012
- Gesamtwertung und eine Etappe Tour de Korea

2013
- eine Etappe Tour of Japan

2014
- eine Etappe Tour de Korea

2015
- zwei Etappen Tour of Thailand

2016
- eine Etappe und Punktewertung Jelajah Malaysia

### Bahn
2005
- Asienmeister – Ausscheidungsfahren

2006
- Asienspielesieger – Zweier-Mannschaftsfahren (mit Jang Sun-jae),  Mannschaftsverfolgung (mit Hwang In-hyeok, Jang Sun-jae und Kim Dong-hun)

2011
- Asienmeister – Mannschaftsverfolgung (mit Jang Sun-jae, Park Keon-woo und Park Seon-ho)

2012
- Asienmeister – Mannschaftsverfolgung (mit Jang Sun-jae, Park Keon-woo und Park Seon-ho)

2013
- Asienmeister – Mannschaftsverfolgung (mit Jang Sun-jae, Park Keon-woo und Park Seon-ho)